# Њупорт (Јужна Каролина)
Њупорт (енгл. Newport) насељено је место без административног статуса у америчкој савезној држави Јужна Каролина.

## Демографија
По попису из 2010. године број становника је 4.136, што је 103 (2,6%) становника више него 2000. године.
| Група             | 2000.         | 2010.         |
| Белци             | 3.620 (89,8%) | 3.409 (82,4%) |
| Афроамериканци    | 303 (7,5%)    | 493 (11,9%)   |
| Азијати           | 18 (0,4%)     | 53 (1,3%)     |
| Хиспаноамериканци | 47 (1,2%)     | 96 (2,3%)     |
| Укупно            | 4.033         | 4.136         |